# Шелли, Кэтрин

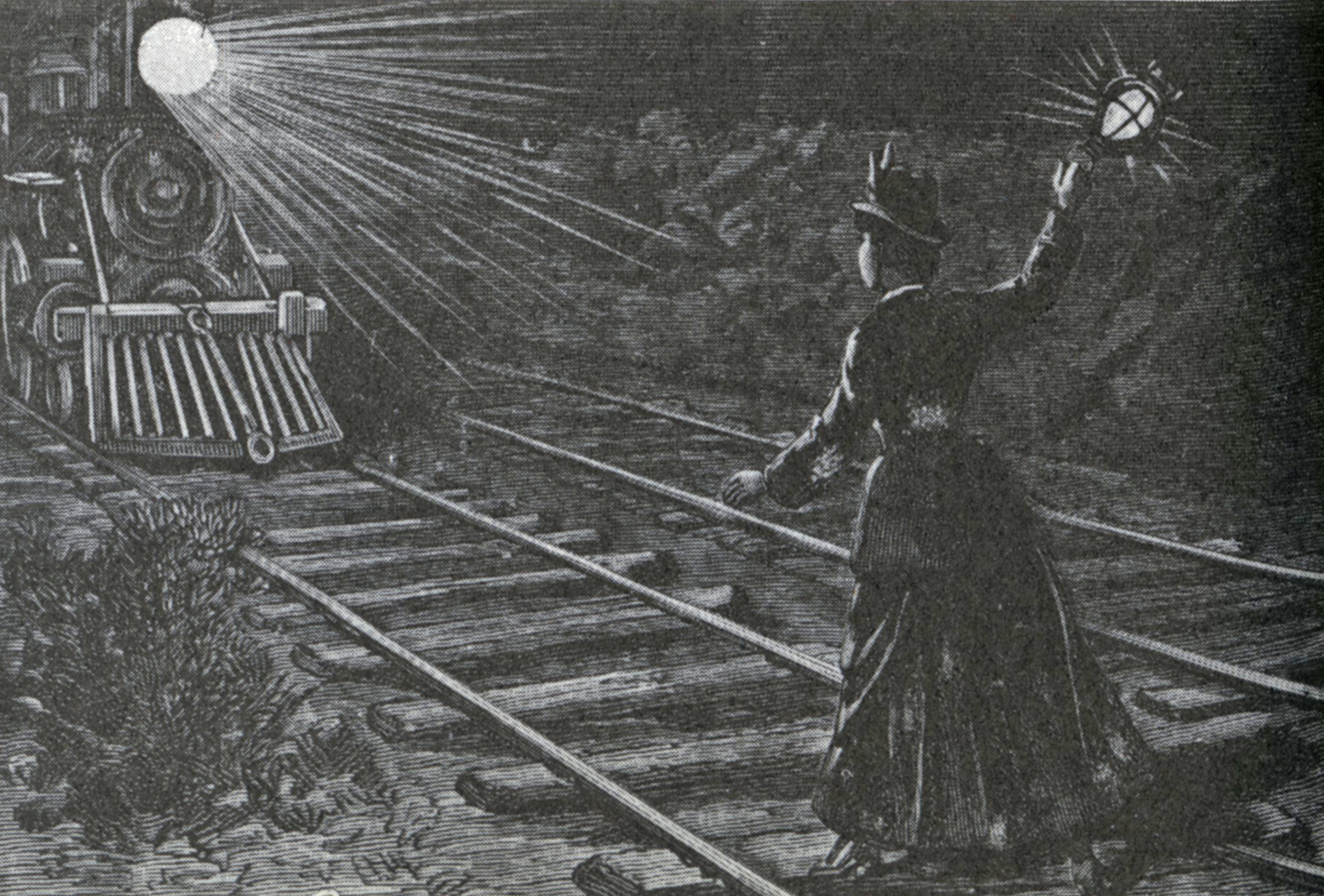
Кейт Шелли подаёт сигнал приближающемуся поезду – современная газетная иллюстрация

Кэтрин Кэрролл Шелли (англ. Catherine Carroll Shelley, 25 сентября 1865, Оффали, Ленстер — 21 января 1912, Moingona, Айова) — героиня Среднего Запада США, предотвратившая крушение поезда и первая женщина в Соединённых Штатах, в честь которой был назван мост — Высокий мост Кейт Шелли. Она также была одной из немногих женщин, чьим именем назвали поезд «Kate Shelley 400».

## Биография
Кэтрин Кэрролл Шелли родилась в Лохауне, на перекрёстке дорог недалеко от деревни Дункеррин и города Монигалл, в графстве Оффали, Ирландия. Записи католической церкви Дункеррина показывают, что её родители, Майкл и Маргарет Шелли, поженились 24 февраля 1863 года, а она крестилась 12 декабря 1863 года. На надгробии Шелли написано, что она родилась 25 сентября 1865 года и умерла 21 января 1912 года. Первоначально фамилия писалась как Shelly, именно так она и написала своё имя, но позже было принято написание Shelley.
Майкл, вероятно, был фермером-арендатором в Ирландии. Семья эмигрировала в США, когда Шелли было полтора года. Сначала они жили у родственников недалеко от Фрипорта, штат Иллинойс, затем построили дом на участке площадью около 163 акров (0,66 км²) возле Хани-Крик, постоянного притока реки Де-Мойн в округе Бун, штат Айова, расположенном к востоку от Мойнгоны. Майкл стал бригадиром участка, строившего пути для Чикагской и Северо-Западной железной дороги.
Майкл умер от чахотки в 1878 году. Шелли приходилось помогать семье, пахая, сажая, собирая урожай и охотясь. В 1880 году семья состояла из Маргарет, Шелли, Мэри и Джона, живших в городке Уорт. Пятый ребёнок, Джеймс, также родился в Айове, но утонул во время купания в реке Де-Мойн, когда ему было десять лет.

## Обрушение моста через реку Де-Мойн

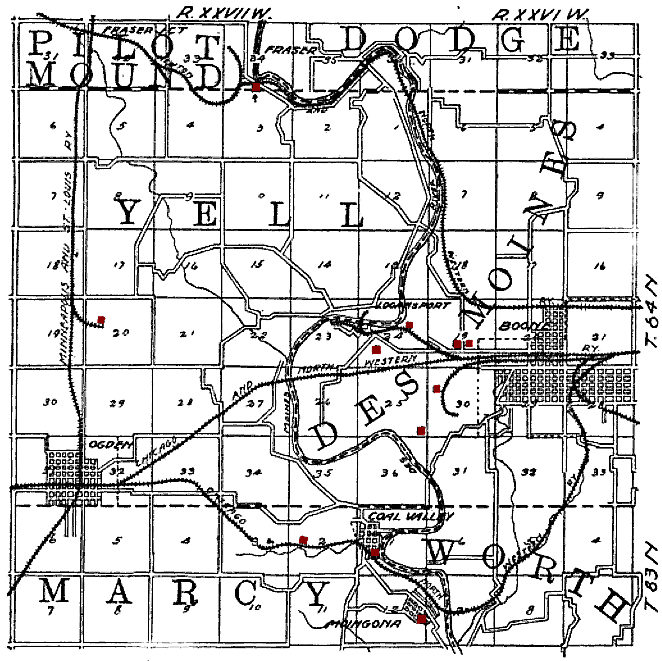
Карта 1908 года, показывающая Чикагский и Северо-западный маршрут через Мойнгону, самый южный посёлок на карте. Железная дорога пересекает реку Де-Мойн между Мойнгоной и Хани-Крик (красные точки на карте — угольные шахты).

Шелли получила известность благодаря своим героическим действиям после обрушения моста через реку Де-Мойн.
Днём 6 июля 1881 года сильные грозы вызвали внезапное наводнение в Хани-Крик, штат Айова, в результате чего были смыты брёвна, поддерживавшие железнодорожную эстакаду. Локомотив-толкач, отправленный из Мойнгоны для проверки состояния путей, пересёк мост через реку Де-Мойн, но потерпел крушение в Хани-Крик, когда мост обрушился примерно в 23:00, с экипажем из четырёх человек — Эдгара Вуда, А. П. Олмстеда, Адама Агара и Патрика Донахью.
Шелли слышала крушение и знала, что пассажирский экспресс, идущий на восток, должен был прийти в Мойнгону около полуночи и остановиться незадолго до того, как направиться на восток через реку Де-Мойн, а затем через Хани-Крик. Она нашла двух выживших членов экипажа, Вуда и Агара, и крикнула, что им помогут, поскольку по пути ей пришлось пересечь мост через реку Де-Мойн. Фонарь, который она принесла с собой, погас, и она проползла пролёт на четвереньках, путь был освещаем только молниями. Переправившись, ей пришлось пройти примерно две мили до депо Мойнгоны, чтобы подать сигнал тревоги. Затем она возглавила отряд, чтобы спасти Вуда и Агара. Вуда вытащили в безопасное место с помощью верёвки, а до Агара нельзя было добраться до тех пор, пока паводковые воды не начали отступать. Тело Пэта Донахью в конце концов было найдено на кукурузном поле в четверти мили ниже по течению от моста, но А. П. Олмстеда так и не нашли. Пассажирский поезд был остановлен в Скрантоне, в нём находилось около 200 человек.

## Последствия
Спасённые пассажиры собрали пожертвования для Шелли. «Маленькие девочки» Дубьюка подарили ей медаль, а штат Айова вручил ей ещё одну, изготовленную Tiffany & Co., и 200 долларов. Чикагская и Северо-Западная железная дорога подарила ей 100 долларов, полбочки муки, полгруза угля и пожизненный проездной. Орден кондукторов подарил ей золотые часы и цепочку.
Новости о храбрости Шелли распространились по всей стране; в её честь были сочинены стихи и песни. Чикагская и Северо-Западная железная дорога построили новый стальной мост в 1901 году и назвали его Виадуком Буна, но люди быстро прозвали его Мостом Кейт Шелли или Высоким мостом Кейт Шелли. Это был первый и, до открытия моста Бетси Росс в Филадельфии в 1976 году, пожалуй, единственный в стране мост, названный в честь женщины. Второй виадук был построен рядом со старым компанией Union Pacific Railroad в течение 2006—2009 гг. Он может принимать тяжёлые поезда, имеет два пути и может обслуживать два поезда одновременно со скоростью 70 миль в час. Он был открыт 1 октября 2009 года как новый мост Кейт Шелли и является одним из самых высоких двухпутных железнодорожных мостов в Северной Америке.
В начале 1880-х годов Фрэнсис Э. Уиллард, реформатор и лидер трезвости, написала подруге Шелли, Изабелле Паркс, жене президента Симпсон-колледжа в Индианоле, предложив 25 долларов на высшее образование для Шелли. Паркс собрала дополнительные средства для её обучения в период 1883–1884 годов, но в следующем семестре она не вернулась.

## Дальнейшие годы
В 1890 году газета Chicago Tribune сообщила, что земля Шелли была заложена за 500 долларов под 10% и была близка к лишению права выкупа. Армянский ковёр, вытканный на витрине мебельного магазина в Чикаго, был продан на аукционе за эту сумму, что привело к погашению долга, а другие чикагцы пожертвовали дополнительно 417 долларов.
В июле 1896 года сообщалось, что Шелли подала заявление в Генеральную ассамблею Айовы о приёме на работу в Государственную палату в качестве прислуги, поскольку она была обездоленной и должна была содержать свою мать и брата-инвалида. Она не раз работала в Капитолии штата Айова, но слухи о брате-инвалиде оказались неправдой, поскольку Джон, её оставшийся в живых брат, большую часть своей жизни работал на Чикагской и Северо-Западной железной дороге. Постоянные сообщения о том, что её мать была инвалидом или имела слабое здоровье и нуждалась в постоянном уходе, также были опровергнуты на протяжении многих лет. Её мать умерла в 1909 году.
Хотя, очевидно, были мужчины, интересующиеся Шелли, предположительно включая стрелочника в Мойнгоне, она так и не вышла замуж и большую часть своей жизни прожила со своей матерью и сестрой Мэри, известной как «Мэйм».
Шелли подрабатывала на многих случайных работах, в том числе учительницей в округе Бун, до 1903 года, когда Чикагская и Северо-Западная железная дорога дала ей работу станционного агента в новом депо Мойнгоны (старое депо сгорело в 1901 году).
В 1910 году здоровье Шелли начало ухудшаться. В июне 1911 года врачи больницы Кэрролла удалили ей аппендикс. Проведя больше месяца в больнице, она вернулась в округ Бун и осталась с Джоном. Сообщалось, что к сентябрю ей стало немного лучше, но она умерла 12 января 1912 года от болезни Брайта (острый нефрит) в возрасте 48 лет.
Спустя годы Чикагская и Северо-Западная железная дорога начала эксплуатацию модернизированных пассажирских поездов и назвала один из них «Kate Shelley 400». Он действовал с 1955 по 1971 год, хотя официально его название было изменено в 1963 году.

## Память

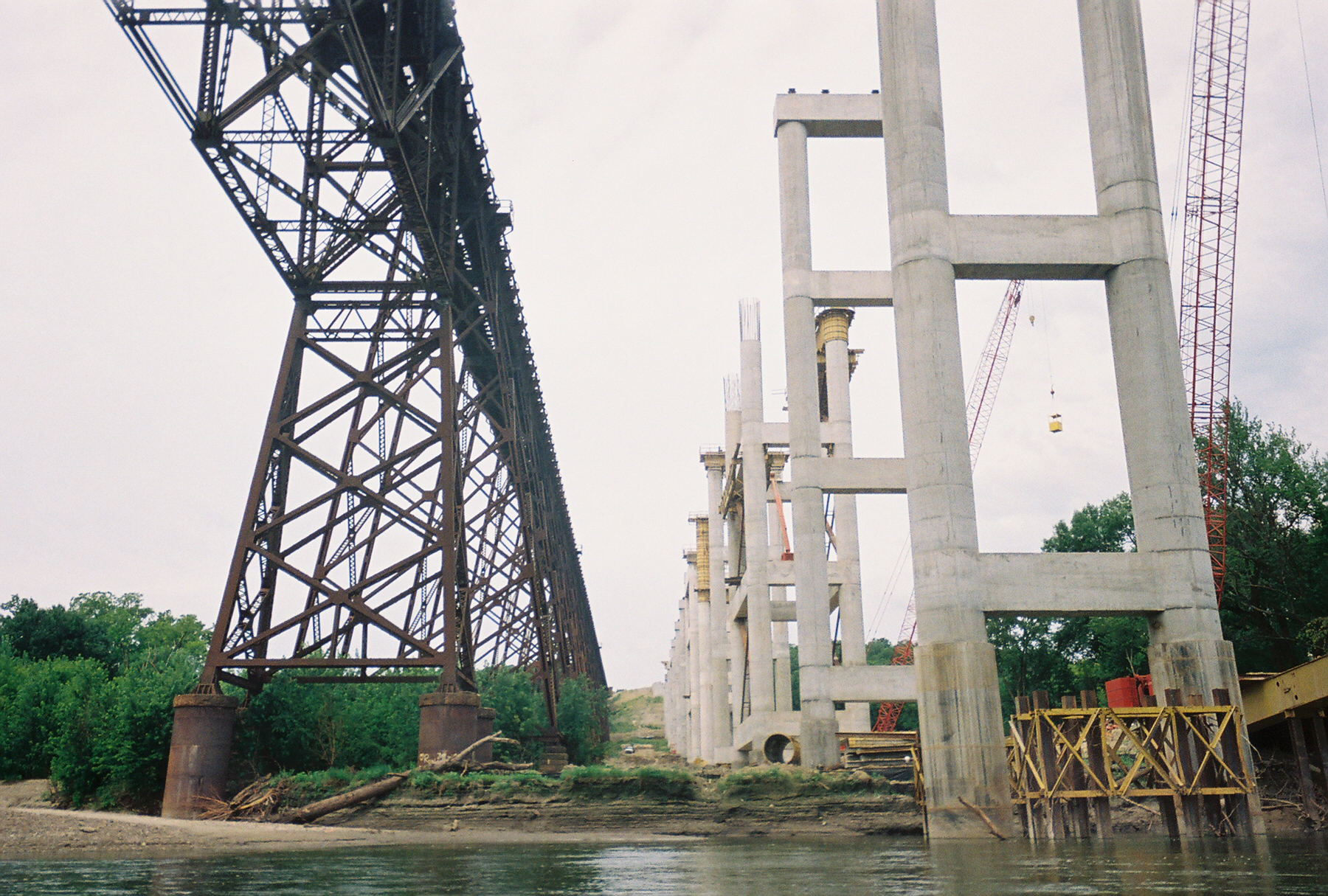
Оригинальный стальной мост слева; новый бетонный/стальной мост справа

Железнодорожный музей Кейт Шелли был построен на том же месте, где в 1881 году находилось железнодорожное депо Мойнгоны. Семья Шелли пожертвовала коллекцию писем и бумаг членов семьи Шелли (1860–1911 гг.) Университету штата Айова. Расписание поезда Union Pacific West Line компании Metra оформлено розовым цветом «Кейт Шелли Роуз».
Оригинальный высокий стальной мост, получивший прозвище «Высокий мост Кейт Шелли» (официальное название «Виадук Буна»), всё ещё стоит. В 2009 году компания Union Pacific Railroad завершила строительство рядом с ней нового бетонно-стального моста и окрестила его мостом Кейт Шелли.
Поэт и политик из Айовы Джон Брейшоу Кэй написал в честь Шелли стихотворение под названием «Наша Кейт» в своём сборнике «Песни Женевского озера» (1882).
В 1991 году Маргарет Веттерер написала детскую книгу под названием «Кейт Шелли и полуночный экспресс», в которой рассказывается история Шелли. Она была показана в эпизоде детской телепрограммы Reading Rainbow.